# 光亮獐牙菜
光亮獐牙菜（学名：Swertia splendens）为龙胆科獐牙菜属下的一个种。

## 扩展阅读
- 維基物種上的相關：光亮獐牙菜